# Nikša Njirić
Nikša Njirić (Dubrovnik, 13. travnja 1927. – Zagreb, 31. srpnja 2016.) bio je hrvatski skladatelj, glazbeni pedagog i muzikolog.
Nikša Njirić je rođen 13. travnja 1927. godine u Dubrovniku, gdje je pohađao osnovnu i srednju glazbenu školu. Studij skladanja završio je na Glazbenoj akademiji u Zagrebu u klasi profesora Krste Odaka.
Od 1955. do 1978. radio je kao nastavnik na više zagrebačkih srednjih općeobrazovnih i glazbenih škola. Potom je do umirovljenja 1992. radio na Pedagoškoj akademiji Filozofskog fakuteta Sveučilišta u Zagrebu,  prvo kao viši predavač, a potom kao izvanredni profesor.
Autor je i koautor brojnih udžbenika i metodičkih priručnika za glazbene i općeobrazovne škole, a bavio se i glazbenom publicistikom, pišući za Muzičku enciklopediju.
Njegova djela pisana su pod utjecajima simfonijske, koncertne i komorne glazbe, dok je najveći utjecaj ostavio modernizam. Oslonac je nalazio u hrvatskoj narodnoj (etno) glazbi, posebno u klapskom pjevanju i tamburaškoj glazbi te dalmatinskim pjesmama uz pratnju mandolina.
Bio je redovni član Hrvatskog društva skladatelja i Hrvatskog društva glazbenih i plesnih pedagoga te redoviti sudionik  Osorskih glazbenih večeri.